# Ichtioftirioza
Ichtioftirioza (Ichthyophthiriasis), ospa rybia – zaraźliwa, niebezpieczna i jedna z najczęstszych chorób słodkowodnych ryb akwariowych, wywoływana przez kulorzęska (Ichthyophthirius multifiliis). Niekiedy choroba ta bywa nazywana chorobą „białych punkcików” lub chorobą „grysikową”.

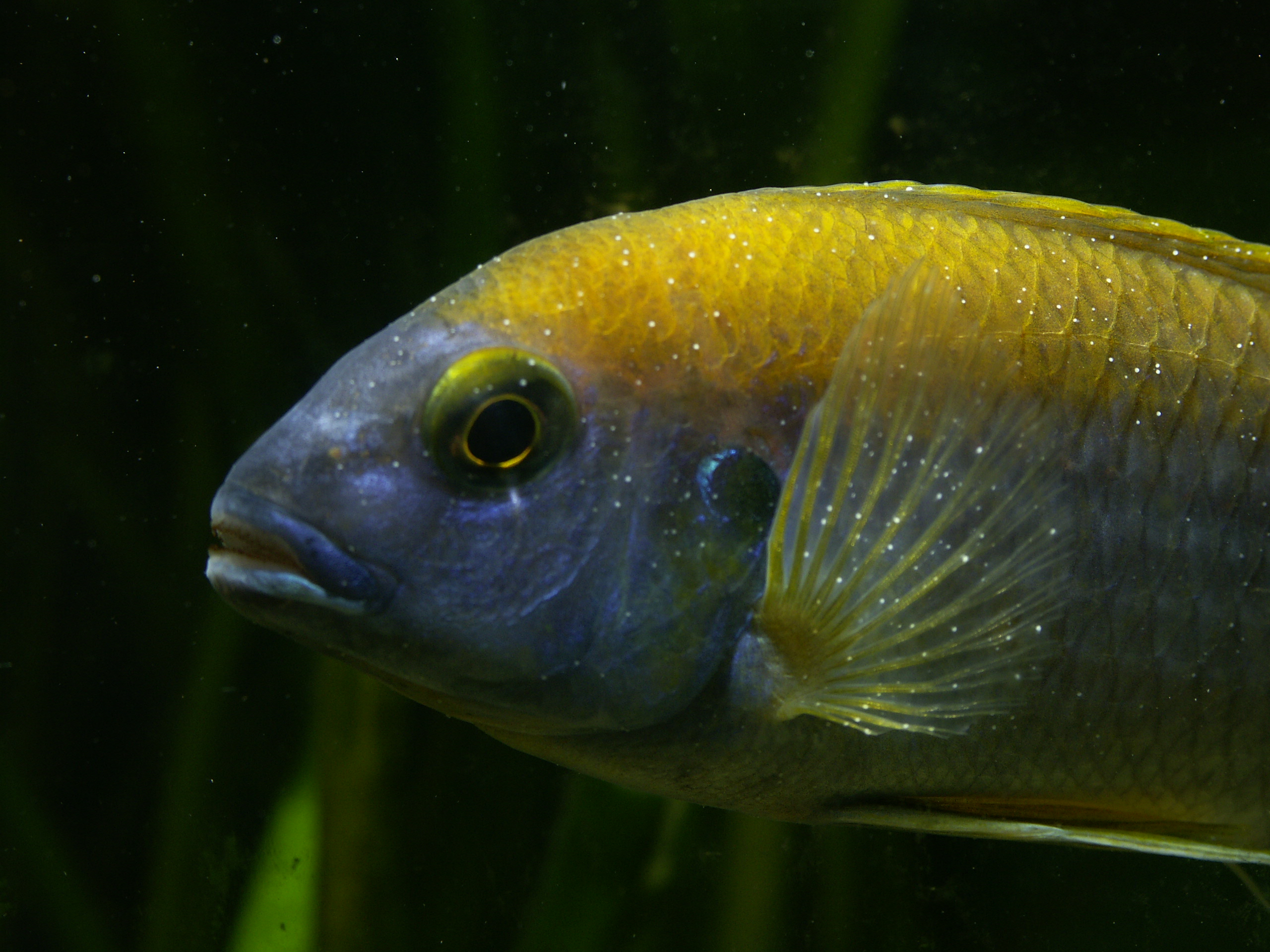
Objawy ichtioftiriozy

## Wstęp
Orzęski są jednokomórkowymi organizmami żyjącymi na całym świecie. W każdym zbiorniku wodnym żyją, odżywiają się bakteriami i zawiesiną koloidalną. Jednokomórkowiec ten może osiągnąć wielkość 0,5-1,5 mm i bywa niekiedy łatwo zauważalny gołym okiem. Dla małych rybek są one smacznym uzupełnieniem rodzaju pokarmu.
Niektóre z tych orzęsków są jednak groźnymi dla życia ryb pasożytami.
Postać dorosła jest jednolicie urzęsiona, ma kształt gruszkowaty lub kulisty, dlatego też przyjęła się nazwa „kulorzęsek”.

## Żywiciele i lokalizacja pasożyta
Kulorzęsek może pasożytować u wszystkich gatunków ryb słodkowodnych. Lokalizacja jego może być w wielu miejscach. Najczęściej pasożyt ten umiejscawia się pod naskórkiem oraz w tkance łącznej skrzeli.
Niekiedy kulorzęsek bytuje także w błonie śluzowej jamy gębowej, w gardzieli oraz w spojówce. Większą część życia spędza on na skórze ryb i odżywia się ich wydzielinami. Pasożyt żyje w naskórku gospodarza, niekiedy w nabłonku skrzeli, w wydrążonych miejscach. W warunkach hodowlanych najbardziej niebezpieczny jest dla narybku.
Oprócz gatunku Ichthyophthirius multifiliis u ryb może również pasożytować inny rodzaj orzęska – Ichtiophtirius marinus, gatunek opisany u ryb morskich. Różni się on budową makronukleusa (jest segmentowany i ma 4-8 płatów).

## Budowa ciała kulorzęska
Kształt żywego pierwotniaka może ulegać znacznym zmianom. Średnica pasożyta wynosi 0,5-1,0 mm. Ciało pokryte jest prążkowaną pelikulą oraz rzędami rzęsek, dzięki którym pasożyt wykonuje energiczne (rotacyjne) ruchy. Rzęski przebiegają w kierunku otworu gębowego pierwotniaka. Jest on umieszczony w nieznacznym zagłębieniu, przedsionku (vestibulum), o średnicy 8-20 mikrometra (µm). Otwór ten jest zaopatrzony w długie rzęski. Duży i dobrze widoczny makronukleus w kształcie podkowy lub nerki widoczny jest w centrum pierwotniaka. Do niego przylega niewielki mikronukleus. W cytoplazmie widoczne są liczne wakuole i ziarnistość na skórze podobna do ziarenek piasku.
Młody pierwotniak początkowo posiada kształt kulisty, z czasem nabiera kształt bananowy (wydłużony). Jest pozbawiony cytostomu, lejkowatego zagłębienia oraz rzęsek w jego okolicy. Całą powierzchnia jest pokryta rzęskami, wewnątrz których widoczny jest owalny makronukleus i bardzo mały mikronukleus oraz jedna wakuola. Z tyłu ciała znajduje się jedna, dłuższa wić.

## Rozmnażanie się
Kulorzęsek stale ulega przemianom, niezależnie od tego jaka jest temperatura. Proces ten odbywa się poza żywicielem. W okresie rozrodczym kulorzęsek przebija się przez skórę i opuszcza gospodarza przenosząc się na naskórek. Dojrzała postać pierwotniaka (tzw. tomont lub trofont) opuszcza rybę dostając się do środowiska wodnego. Tam osadza się na dnie zbiornika (akwarium) lub na roślinach i w bardzo krótkim czasie otacza się cienką błoną, tworząc cystę.
Proces rozrostu jest zależny od temperatury. Pierwotniaki, które osiągnęły wielkość około 100 µm zdolne są do encystacji w temperaturze 22 °C po 66 godzinach, a w temperaturze 27 °C – po 48 godzinach.
W strefach międzyzwrotnikowych, jak również w zbiornikach lub akwariach o temperaturze podobnej, jaka występuje w tej strefie, może być przyczyną eksplozji rozrostu i wielką plagą.
W bardzo szybkim czasie po opuszczeniu żywiciela następuje wydzielanie się substancji tworzącej ścianę cysty. Ściana ta jest dwuwarstwowa (wewnętrzna – włóknista, zewnętrzna – błoniasta). W wyniku wielokrotnych podziałów, które odbywają się we wnętrzu cysty, z jednego osobnika macierzystego może się wytworzyć nawet do 2 tys. młodych osobników. Takie osobniki długości ok. 10-35 µm noszą nazwę pływek (terontów). Uwalniają się one z cysty i dostają do wody.
Nowi nosiciele są zdolni do inwazji na rybę, muszą tylko znaleźć nowego gospodarza. Poruszanie się w wodzie pływek jest dla nich bardzo charakterystyczne (różniące go od innych żyjących w wodzie niepasożytniczych orzęsków). Polega on na szybkim obracaniu się przy równoczesnym pływaniu w głąb i do przodu, a następnie ku powierzchni wody w poszukiwaniu nowego gospodarza – żywiciela.
Podczas osiedlania się na nowym osobniku teront wykonuje obrotowe ruchy i za pomocą ostrego wyrostka wnika poprzez naskórek do głębszych warstw skóry. Najczęściej odbywa się to w okresie ok. 24 godzin. Po osiedleniu się pod naskórkiem kulorzęsek rośnie wewnątrz wykształcając cytostom i lejkowate zagłębienie (westibulum). W tym czasie przybiera kształt kulisty, a jego makronukleus jest kształtu podkowiastego. W ten sposób osiąga stadium dojrzałe. Cały cykl tych przemian trwa do 15 dni.
Przeżywalność takich nowych osobników (pływek) w środowisku zewnętrznym (bez żywiciela) zależna jest w dużej mierze od temperatury. Przy 27-28 °C giną one po 10 godzinach, a przy 18-20 °C po 3 dniach.
Ichthyophthirius multifiliis rozmnaża się:
- w temperaturze 25 °C – ok. 5 dni
- w temperaturze 20 °C – ok. 7 dni
- w temperaturze 15 °C – 10-12 dni
- w temperaturze 10 °C – 25-30 dni
- w temperaturze 5 °C – 70-80 dni
- w temperaturze 2-4 °C – ok. 100 dni.

Najsilniejsze inwazje u ryb zdarzają się w okresie letnim, kiedy szybkość procesu rozmnażania pasożyta jest największa.

## Objawy choroby
Zarażona ryba jest niespokojna, niekiedy wykonuje gwałtowne ruchy ocierając się o dno lub przedmioty. W wyniku uszkodzenia skóry na powierzchni brzusznej ciała powstają przekrwione ubytki. Powierzchnia ciała jest pokryta większą ilością śluzu oraz drobnymi, białoszarymi wykwitami, wielkości ziarn piasku.
Choroba pojawia się najpierw na płetwach lub na plecach ryby. Już w stadium początkowym ryby składają płetwy i próbują pozbyć się pasożytów poprzez ocieranie się o rośliny i dekoracje.
U chorej ryby występują objawy niechęci (jadłowstrętu) do jedzenia. Na ciele zaczynają się pojawiać drobne cętki, koloru białawego przypominające kaszę mannę (przyczepione białe „kuleczki”). Z czasem ich ilość powiększa się.
Ryba odmawia jedzenia a inwazja szybko się nasila. Pojawiają się objawy duszności u ryby („tzw. połykanie powietrza”) na skutek mniejszej zdolności absorpcji tlenu przez chore ryby.
Oczy mogą być zachmurzone (mgliste). Zmiany w postaci wykwitów zdarzają się również na spojówce i rogówce mogące niekiedy powodować u chorej ryby ślepotę.
Płetwy mogą być postrzępione. Skrzela zmieniają barwę i są ciemnoczerwone. W wyniku inwazji stają się obrzękłe i pokryte dużą ilością śluzu. W przypadku silnej inwazji mogą wykazywać ogniska szarych postaci wraz z ubytkiem (zmiany martwicze).